# シトロエン・SM
シトロエン・SMは、フランスの自動車会社シトロエンが製造したクーペ型乗用車である。

## 概要
SMはDSのボディ構造をベースとして2ドアボディを架装し、当時シトロエンと提携関係にあったマセラティ製のV型6気筒DOHCエンジンを搭載した前輪駆動の高性能クーペである。1970年に発売され、オイルショックやマセラティとの提携解消により1975年に生産終了した。またマセラティでも1974年、SMの機構そのままにクアトロポルテ･シリーズIIとして4ドアセダンの車体を纏いトリノ・モーターショーに発表しており、この車は13台のみが生産された。
この車は量産高性能クーペという側面よりも、当時は不可能とされていた「前輪駆動で200km/hを超える」車を目指した実験車としての要素が強い。上記のエンジン以外にもロータリーエンジンやシトロエン自社製のDOHCエンジン、果ては星型エンジンの搭載まで検討されている。全長は4.9m近く、全幅も1.8mを超える大柄な車体を持つが、前席優先の設計をされており後部座席は極めて狭い。
右ハンドル仕様車は設計されず、左ハンドル車のみ生産された。
本国でのヘッドライトの仕様は可動式角型6灯であったが、日本へ輸入されたモデルは米国仕様をベースとしたもので、固定式の丸型4灯に改められている。
当初は5速MTのみの構成であったが、後にボルグワーナー製3速ATも追加されている。5速MTのシフトノブはゲートは横方向のみに存在し縦方向にはゲートが刻まれたプレートがスライドするという変則的なものであり、多くのユーザーは3速AT仕様を選択している。シトロエン・SMの5速MTはロータス・エスプリにも供給されたが、シフトノブは通常のものが採用された。

## 特徴

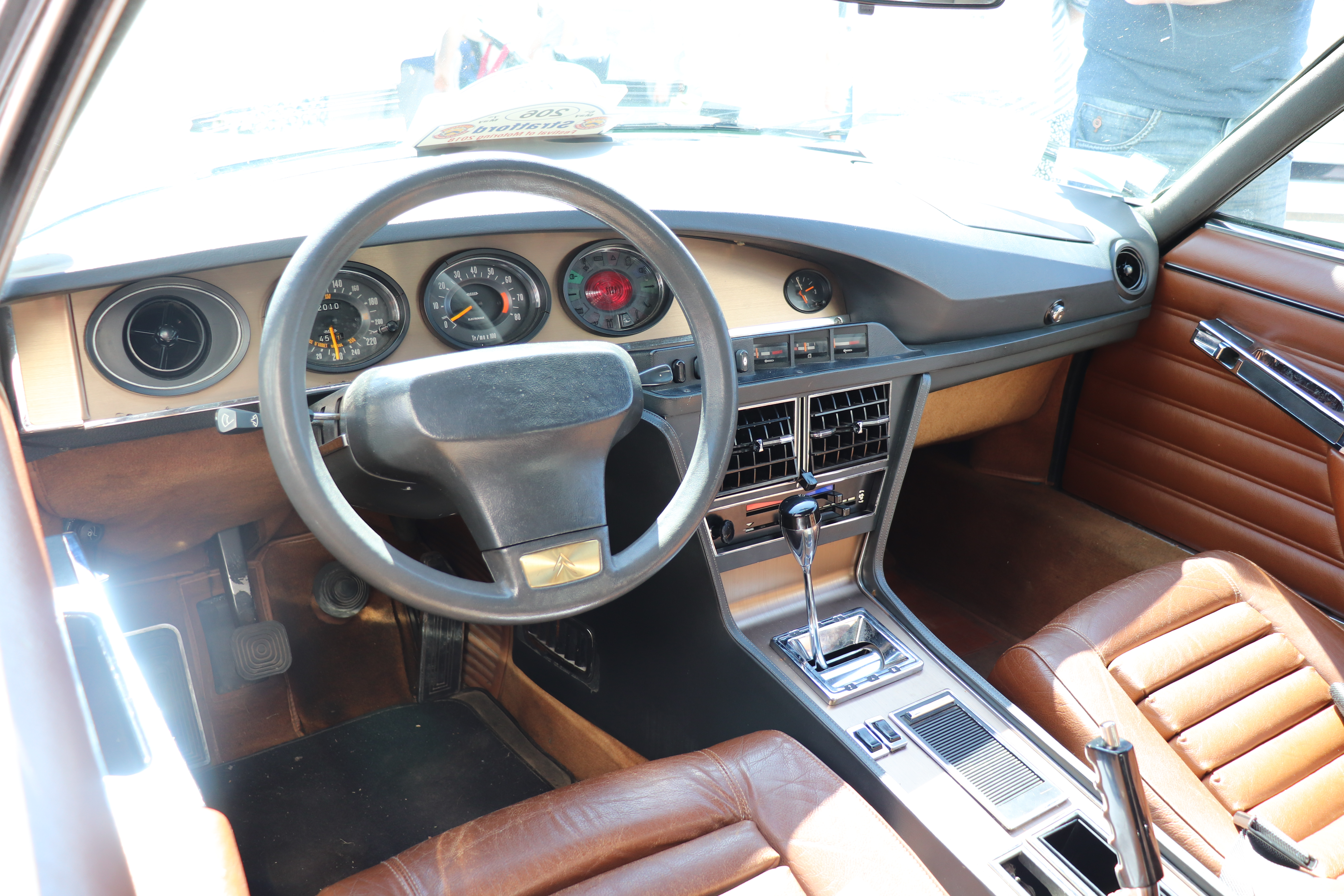
5MT仕様の内装

下記のとおりマセラティ・ボーラのエンジンとの共通性が強くバンク角はマセラティ伝統の90度である。バンク角90度のV6DOHCエンジンは振動面で不利だが、バランサーシャフトの追加によって振動をクリアしている。カム駆動はチェーンによるが、非常に特殊なチェーンの掛け方になっており、これがDS譲りのトランスミッションとエンジンを反転させて配置する複雑なレイアウトと相まり、極めて独特である。一般的な整備士がボンネットを開け「どこから手をつけていいかわからない」となった逸話もある。
エンジンは動弁機能は変わらないが2.7L、3.0L、キャブレター、機械式インジェクションが存在する。このエンジンはマセラティ・ボーラのV型8気筒の2気筒を削ったものと思われがちだがほぼ専用設計であり、シトロエンからオファーを受けたマセラティのチーフエンジニアであったジュリオ・アルフィエーリは約3週間で設計を完成させシトロエン側を驚かせたというエピソードも存在する。
後にこのV型6気筒エンジンをチューンアップしボーラを縮小したボディに搭載した2+2ミッドシップカー、マセラティ・メラクも製造されている。メラクはハイドロ機構を一部使用し、ブレーキペダルはDSやSMと同じボタン式であり、SMとメラクは両社の蜜月関係の産物ともいえる。
エンジンやハイドロ関係だけでなくステアリング機能にも特徴があり、9.4：1というクイックなレシオで、キャスターアクションまでパワー化されている。キャスターアクションの油圧化により停車中でも前輪は強制的に真っ直ぐになるといった特性を持ち、クイックなレシオと相まって交差点での直角ターンではシトロエンに乗りなれた者でも後輪を縁石に乗り上げる危険性もある。

## ラリー競技

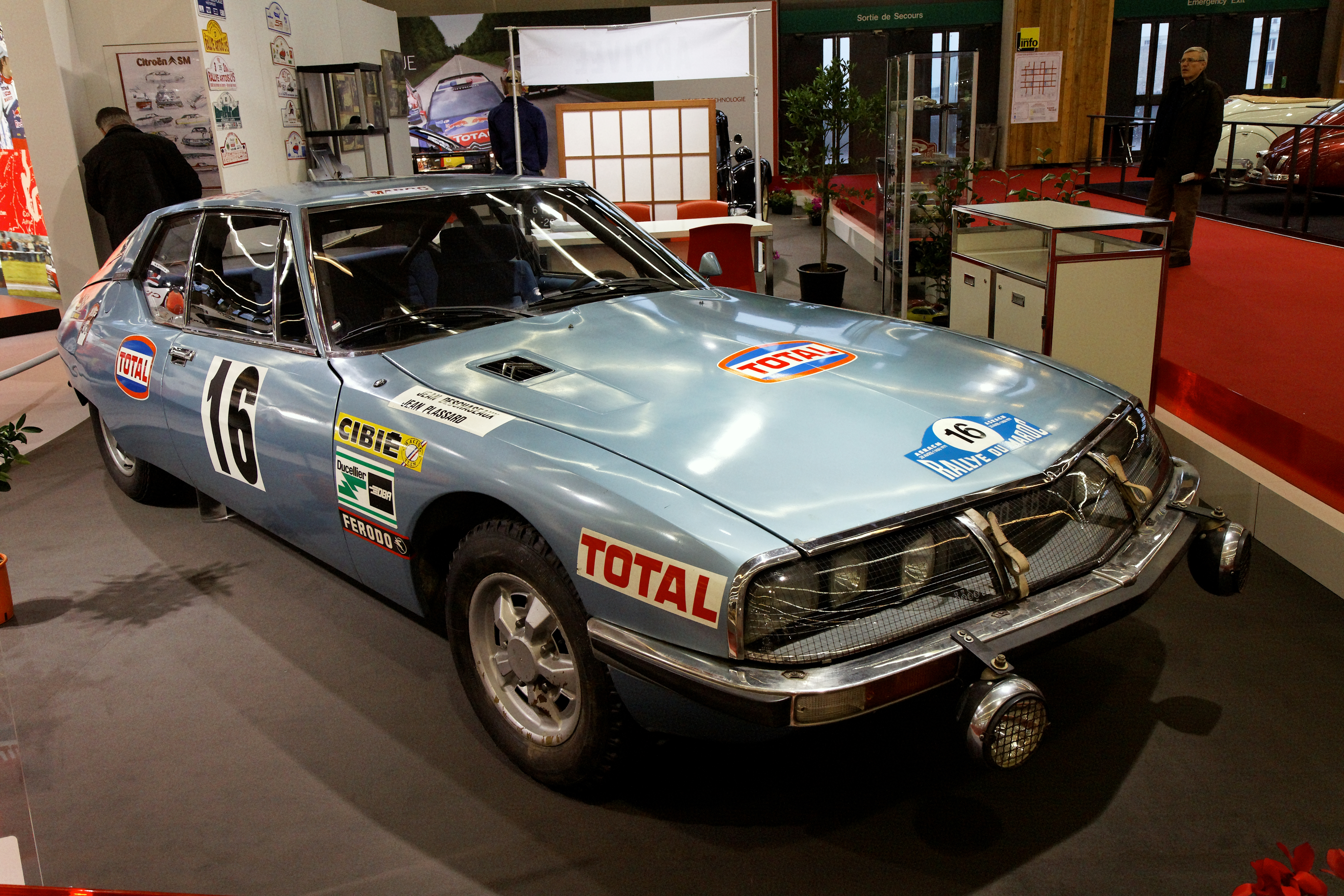
1971モロッコラリーカーレースSM

まだラリーに選手権タイトルの掛けられていない1971年よりモロッコ・ラリーやラリー・モンテカルロ等にも投入されている。モンテカルロでは長すぎるボディを30cm程中央でカットした仕様を持ち込み、周囲を驚かせたが、それでもベースであるロングボディが災いしたかFF車でありながらも成功作とも言えなかった。

## 日本での現存数
当時の西武自動車販売によって日本に正規輸入されたものは134台。このディーラー車は丸目4灯の米国仕様を元にしているが、その後、オーナーによって6灯化されたものが少なくない。最近はフランス本国や隣国イタリアなどから欧州仕様のSMが個人輸入によって数台入ってきている。これらは可動式角型6灯でありマセラティエンジンもオーバーホールや多少のチューンが施されているものもある。これらを合わせ現在、日本で維持されているSMの台数は50～60台前後とみられる。